# Дани Гордане Тодоровић
Дани Гордане Тодоровић је књижевна манифестација у Сврљигу, која у српској књижевности заузима завидно место и има велики значај за развој модерне српске поезије. Посвећена је имену и делу Гордане Тодоровић (1933 — 1979) српске песникиње, родом из Драјинца код Сврљига.
Манифестација представља традиционалну књижевну манифестацију која се одржава од 1982. године, најпре је била југословенског карактера и носила је назив Горданино пролеће. Идеја је била да се откривају, развијају и негују уметничке склоности младих аутора са територије Југославије, са акцентом на књижевну уметност која се, много година касније показала као плодотворна идеја и реалност, из које су се развили многобројни књижевни ствараоци.
Добитници прве награде сусрета песника Југославије Горданино пролеће (1983—1988)
- 1983. Драгица Јокић (Београд)
- 1984. Божа Шкуљић (Чачак)
- 1985. Живорад Недељковић (Подунавци)
- 1986. Светлана Арсић (Параћин)
- 1987. Вера Пејовић (Љубљана)
- 1988. Бранка Вуковић (Београд)

Нову форму манифестација је добила 1989. године, али и ново примереније име „Југословенски сусрети Дани Гордане Тодоровић”.
Лауреати југословенских песничких сусрета Дани Гордане Тодоровић (1989-2002)
- 1989. Живорад Недељковић (Подунавци)
- 1990. Милета Аћимовић Ивков (Београд)
- 1991. Бојан Бошковић (Београд)
- 1992. Ружица Петровић (Ниш)
- 1993. Није било прве награде; другу равноправно деле Радослав Стевановић (Ниш) и Звонко Милојевић (Малча код Ниша)
- 1994. Стеван Наумовић (Нови Београд)
- 1995. Весна Цимбаљевић (Мали Зворник)
- 1996. Југословенски песнички сусрети Дани Гордане Тодоровић нису одржани.
- 1997. Није било прве награде; друга награда је додељена Биљани Тричковић (Пирот)
- 1998. Љубинко Дугалић и Бошко Ломовић равноправно деле прву награду;
- 1999. Одржани су Сусрети сврљишких песника;  Године сврљишких стваралаца без додељивања награде.
- 2000. година је време друштвених превирања; није одржана песничка смотра.
- 2001. Расписан конкурс за кратку причу за децу, нема података о победнику/ победници.
- 2002. Првонаграђени је Озрен Петровић (Медошевац)

Престанком постојања Савезне Републике Југославије сусрети песника добијају назив Дани Гордане Тодоровић и одржавају се у другој половини године са пропратним манифестацијама које су својом уметничком садржином употпуњавале припремљени програм.
Лауреати награде Дани Гордане Тодоровић (2003—2022)
- 2003. Зденка Газивода
- 2004. Ненад Максимовић (Бор)
- 2005. Драгана Вукчић-Шљивић (Београд)
- 2006. Вања Миљковић (Мајданпек)
- 2007. Милош Радовић (Смедеревска Паланка)
- 2008. Светислав Стефановић (Оџаци)
- 2009. Маша Приходко (Панчево)
- 2010. Маја Милошевић (Сврљиг)[2]
- 2011. Љубинко Дугалић (Краљево)
- 2012. Слободан Лазовић (Чачак)[3]
- 2013. Соња Јанков (Нови Сад)[4]
- 2014. Никола Александар Марић (Краљево)
- 2015. Мирослав Јозић (Смедеревска Паланка)
- 2016. Анђелко Анушић (Нови Сад)
- 2017. Ранко Павловић (Бања Лука) и Миладин Вукосављевић (Чачак)[5]
- 2018. Драгана Лековић (Београд)
- 2019. Александар М. Арсенијевић (Београд)
- 2020. Жељка Аврић (Сремска Митровица)
- 2021. Иван Новчић (Краљево)
- 2022. Бошко Ломовић (Горњи Милановац)

Прво Горданино књижевно вече одржано је 26. августа 1973. године, у селу Драјинац код Сврљига, поводом изласка из штампе збирке песама „Поносно класје” Гордане Тодоровић, коју је издао београдски „Нолит”. Приредбу је, под називом „Горданино књижевно вече”, организовала месна заједница Савезне омладине у родном месту песникиње.